# A Beautiful Lie World Tour
Tournées par Thirty Seconds to Mars
Welcome to the Universe Tour
(2006) A Beautiful Lie European Tour
(2008)
A Beautiful Lie World Tour est le nom de la troisième tournée du groupe américain Thirty Seconds to Mars, et sa première tournée mondiale. Elle a débuté le 28 janvier 2007 à Berlin, et s'est terminée le 1er décembre 2007 à Munich. Elle s'est déroulée en Europe, aux États-Unis, en Australie, au Japon, et en Amérique du Sud.

## Invités
Selon les dates de concerts :
- Kids in Glass Houses
- The Juliana Theory
- LostAlone
- Mute Math
- Matchbook Romance

## Date de la tournée
| Date              | Ville          | Pays          | Lieu                       |               |               |
| Premier étape     | Premier étape  | Premier étape | Premier étape              | Premier étape | Premier étape |
| Europe            | Europe         | Europe        | Europe                     | Europe        | Europe        |
| ----------------- | -------------- | ------------- | -------------------------- | ------------- | ------------- |
| 28 janvier 2007   | Berlin         | Allemagne     | Kalkscheune                |               |               |
| 29 janvier 2007   | Cologne        | Allemagne     | Live Music Hall            |               |               |
| 31 janvier 2007   | Manchester     | Royaume-Uni   | Academy                    |               |               |
| 1er février 2007  | Londres        | Royaume-Uni   | Electric Ballroom          |               |               |
| 2 février 2007    | Paris          | France        | Le Bataclan                |               |               |
| 3 février 2007    | Utrecht        | Pays-Bas      | Tivoli                     |               |               |
| Second étape      |                |               |                            |               |               |
| 20 avril 2007     | Glasgow        | Royaume-Uni   | ABC                        |               |               |
| 21 avril 2007     | Liverpool      | Royaume-Uni   | Carling Academy            |               |               |
| 22 avril 2007     | Cardiff        | Royaume-Uni   | University Solus           |               |               |
| 23 avril 2007     | Birmingham     | Royaume-Uni   | Academy                    |               |               |
| 24 avril 2007     | Londres        | Royaume-Uni   | Astoria                    |               |               |
| Océanie           |                |               |                            |               |               |
| 2 mai 2007        | Melbourne      | Australie     | Royal Festival Hall        |               |               |
| 4 mai 2007        | Sydney         | Australie     | Hordern Pavilion           |               |               |
| 5 mai 2007        | Brisbane       | Australie     | Arena Entertainment Centre |               |               |
| Asie              |                |               |                            |               |               |
| 7 mai 2007        | Tokyo          | Japon         | Duo Music Exchange         |               |               |
| Amérique du Nord  |                |               |                            |               |               |
| 11 mai 2007       | Honolulu       | États-Unis    | Pipeline Cafe              |               |               |
| 13 mai 2007       | Honolulu       | États-Unis    | Pipeline Cafe              |               |               |
| 20 mai 2007       | Chula Vista    | États-Unis    | Coors Amphitheatre         |               |               |
| Europe            |                |               |                            |               |               |
| 28 mai 2007       | Landgraaf      | Pays-Bas      | Pinkpop Festival           |               |               |
| 31 mai 2007       | Paris          | France        | Élysée Montmartre          |               |               |
| 2 juin 2007       | Nürburg        | Allemagne     | Rock am Ring               |               |               |
| 3 juin 2007       | Nürburg        | Allemagne     | Rock am Ring               |               |               |
| 5 juin 2007       | Berlin         | Allemagne     | Kesselhaus                 |               |               |
| 7 juin 2007       | Pise           | Italie        | Metarock Festival          |               |               |
| 9 juin 2007       | Leicestershire | Royaume-Uni   | Download Festival          |               |               |
| 14 juin 2007      | Milan          | Italie        | Alcatraz                   |               |               |
| 11 juin 2007      | Zurich         | Suisse        | Hallenstadion              |               |               |
| 16 juin 2007      | Nickelsdorf    | Autriche      | Novarock Festival          |               |               |
| 18 juin 2007      | Interlaken     | Suisse        | Greenfield Festival        |               |               |
| Troisième étape   |                |               |                            |               |               |
| Asie              |                |               |                            |               |               |
| 11 août 2007      | Tokyo          | Japon         | Summersonic                |               |               |
| 12 août 2007      | Osaka          | Japon         | Summersonic                |               |               |
| Amérique du Nord  |                |               |                            |               |               |
| 2 septembre 2007  | Fontana        | États-Unis    | California Speedway        |               |               |
| Europe            |                |               |                            |               |               |
| 14 septembre 2007 | Londres        | Royaume-Uni   | Brixton Academy            |               |               |
| Quatrième étape   |                |               |                            |               |               |
| Amérique du Sud   |                |               |                            |               |               |
| 21 octobre 2007   | São Paulo      | Brésil        | Tom Brasil                 |               |               |
| 24 octobre 2007   | Buenos Aires   | Argentine     | Pepsi Music Stadium        |               |               |
| Amérique du Nord  |                |               |                            |               |               |
| 26 octobre 2007   | Mexico         | Mexique       | Vive Cuervo Salon          |               |               |
| Europe            |                |               |                            |               |               |
| 1er décembre 2007 | Munich         | Allemagne     | Olympic Stadium            |               |               |

## Line up
- Jared Leto — chanteur, guitariste
- Shannon Leto — batteur
- Tomo Miličević — guitariste
- Matt Wachter — bassiste (depuis le 28 janvier au 1er mars)
- Tim Kelleher — bassiste (depuis le 2 mars au 1er décembre)